# Tyrone Rush
Tyrone Antonio Rush (Meridian, 5 febbraio 1971) è un ex giocatore di football americano e attore statunitense.

## Football americano
Ha giocato a football americano a livello di college presso la University of North Alabama, dove detiene diversi record, fra cui:
- Maggior numero di palle portate in una stagione (237).
- Maggior numero di palle portate in carriera (791).
- Maggior numero di yarde conquistate in una partita (248).
- Maggior numero di yarde conquistate in regular season (1155)
- Maggior numero di yarde conquistate in una stagione (1466).
- Maggior numero di yarde conquistate in carriera (4421).
- Maggior numero di partite da 100 yarde in regular season (7).
- Maggior numero di partite da 100 yarde in una stagione (8).
- Maggior numero di partite da 100-yarde consecutive (5).
- Maggior numero di partite da 100 yarde in carriera (21).
- Maggior numero di all-purpose yards in carriera (6020).
- Maggior numero di touchdown su corsa in una stagione (19).

Ha poi giocato nel ruolo di runningback in NFL con i Washington Redskins, coi quali ha all'attivo 5 partite nella stagione 1994. Successivamente, nel 1996 si è trasferito ai Montreal Alouettes, squadra di football canadese militante in CFL. L'anno successivo è selezionato dai Barcelona Dragons, ma non entra nel roster. Dal 1998 al 2001 ha infine militato nei Lions Bergamo, dove ha vinto 4 campionati, 2 Eurobowl ed una Champions League (trofeo attribuito alla vincente della sfida fra le squadre meglio classificate nella regular season della EFL).

## Dodgeball
Dopo il ritiro dal football ha partecipato allo show televisivo Extreme Dodgeball su Game Show Network in tutte le tre stagioni andate in onda a partire dal 2004-2005. Le prime due stagioni ha fatto parte dei Barbell Mafia, mentre nella terza stagione ha militato nei New York Bling, che sono poi risultati vincitori. Nella terza stagione è stato il giocatore che ha messo a segno il maggior numero di eliminazioni. Il suo soprannome era "The Rush Factor."

## Attore
Dopo la chiusura di Extreme Dodgeball ha avuto due ruoli come attore, nei film Enslavence (2009) e  Tic (2010).

## Statistiche di gioco
|                                              |                                              |   |                | Corse      | Corse   | Corse          | Ricezioni   | Ricezioni | Ricezioni        | Altro          | Altro             | Altro    |    |
| Stagione                                     | Stagione                                     | G | Yd All-purpose | Yd Portate | Portate | Yd Per portata | Yd Ricevute | Ricezioni | Yd Per passaggio | Yd Punt return | Yd Kickoff return | Yd Varie | TD |
| -------------------------------------------- | -------------------------------------------- | - | -------------- | ---------- | ------- | -------------- | ----------- | --------- | ---------------- | -------------- | ----------------- | -------- | -- |
| ?-?                                          | ?-?                                          | ? | ?              | ?          | ?       | ?              | ?           | ?         | ?                | ?              | ?                 | ?        | ?  |
| Totale high school (Neshoba Central Rockets) | Totale high school (Neshoba Central Rockets) | ? | ?              | ?          | ?       | ?              | ?           | ?         | ?                | ?              | ?                 | ?        | ?  |
| 1989                                         | GSC                                          | ? | ?              | ?          | ?       | ?              | ?           | ?         | ?                | ?              | ?                 | ?        | ?  |
| 1991                                         | GSC                                          | ? | ?              | ?          | ?       | ?              | ?           | ?         | ?                | ?              | ?                 | ?        | ?  |
| 1992                                         | GSC                                          | ? | ?              | ?          | ?       | ?              | ?           | ?         | ?                | ?              | ?                 | ?        | ?  |
| 1993                                         | GSC                                          | ? | ?              | ?          | ?       | ?              | ?           | ?         | ?                | ?              | ?                 | ?        | ?  |
| Totale college (North Alabama Lions)         | Totale college (North Alabama Lions)         | ? | ?              | ?          | ?       | ?              | ?           | ?         | ?                | ?              | ?                 | ?        | ?  |
| Totale giovanili                             | Totale giovanili                             | ? | ?              | ?          | ?       | ?              | ?           | ?         | ?                | ?              | ?                 | ?        | ?  |
| 1994                                         | NFL                                          | 5 | 45             | 0          | 0       | 0              | 0           | 0         | 0                | 0              | 45                | 0        | 0  |
| Totale NFL (Washington Redskins)             | Totale NFL (Washington Redskins)             | 5 | 45             | 0          | 0       | 0              | 0           | 0         | 0                | 0              | 45                | 0        | 0  |
| 1996                                         | CFL                                          | 4 | 563            | 210        | 35      | 6.0            | 55          | 5         | 11.0             | 41             | 257               | 0        | 2  |
| Totale CFL (Montreal Alouettes)              | Totale CFL (Montreal Alouettes)              | 4 | 563            | 210        | 35      | 6.0            | 55          | 5         | 11.0             | 41             | 257               | 0        | 2  |
| Totale campionati professionistici           | Totale campionati professionistici           | 9 | 608            | 210        | 35      | 6.0            | 55          | 5         | 11.0             | 41             | 302               | 0        | 2  |
| 1998                                         | GL                                           | ? | ?              | ?          | ?       | ?              | ?           | ?         | ?                | ?              | ?                 | ?        | ?  |
| 1998                                         | EFL                                          | ? | ?              | ?          | ?       | ?              | ?           | ?         | ?                | ?              | ?                 | ?        | ?  |
| 1999                                         | GL                                           | ? | ?              | ?          | ?       | ?              | ?           | ?         | ?                | ?              | ?                 | ?        | ?  |
| 1999                                         | EFL                                          | ? | ?              | ?          | ?       | ?              | ?           | ?         | ?                | ?              | ?                 | ?        | ?  |
| 2000                                         | GL                                           | ? | ?              | ?          | ?       | ?              | ?           | ?         | ?                | ?              | ?                 | ?        | ?  |
| 2000                                         | EFL                                          | ? | ?              | ?          | ?       | ?              | ?           | ?         | ?                | ?              | ?                 | ?        | ?  |
| 2001                                         | GL                                           | ? | ?              | ?          | ?       | ?              | ?           | ?         | ?                | ?              | ?                 | ?        | ?  |
| 2001                                         | EFL                                          | ? | ?              | ?          | ?       | ?              | ?           | ?         | ?                | ?              | ?                 | ?        | ?  |
| Totale Lions Bergamo                         | Totale Lions Bergamo                         | ? | ?              | ?          | ?       | ?              | ?           | ?         | ?                | ?              | ?                 | ?        | ?  |
| Totale campionati nazionali                  | Totale campionati nazionali                  | ? | ?              | ?          | ?       | ?              | ?           | ?         | ?                | ?              | ?                 | ?        | ?  |
| Totale coppe europee                         | Totale coppe europee                         | ? | ?              | ?          | ?       | ?              | ?           | ?         | ?                | ?              | ?                 | ?        | ?  |
| Totale squadre maggiori                      | Totale squadre maggiori                      | ? | ?              | ?          | ?       | ?              | ?           | ?         | ?                | ?              | ?                 | ?        | ?  |
| Totale                                       | Totale                                       | ? | ?              | ?          | ?       | ?              | ?           | ?         | ?                | ?              | ?                 | ?        | ?  |

## Vittorie e premi
- 2 MVP del Superbowl italiano (1999, 2000)
- MVP dell'Eurobowl XIV